# Sillage
Sillage (französisch für „Kielwasser“) ist eine französische Comic-Serie von Zeichner Philippe Buchet und Jean-David Morvan (Szenario), die erstmals 1998 erschien. Sie handelt von dem jungen Menschenmädchen Nävis, die nach dem Absturz ihres Raumschiffs auf einem wilden Dschungelplaneten aufwächst und schließlich von Sillage, einem gewaltigen, Tausende von Schiffen umfassenden Weltraumkonvoi, aufgelesen wird.
In Deutschland wurde Sillage vom Carlsen Verlag, unter anderem im Magazin Magic Attack, vor allem aber in Albenform veröffentlicht.

## Handlung
Das junge Menschenmädchen Nävis lebt friedlich mit seiner besten Freundin, der Riesenraubkatze Houyo, auf einem wilden Urwaldplaneten, auf dem ihr Raumschiff abstürzte, als sie noch ein Kleinkind war. Ihre Ruhe wird gestört, als der gewaltige, aus zahllosen Raumschiffen und Völkern bestehende Weltallkonvoi Sillage ihren Weg kreuzt: Der Hottarde Madjestot Heiliig, dessen Rasse in ihren Schiffen durch eine Epidemie auszusterben droht, will den Planeten zu einer Wüstenwelt umwandeln, um eine neue Heimat für sein Volk zu schaffen.
Nävis nimmt den Kampf gegen Heiliig auf, der sich zusehends von der Linie der Führer von Sillage entfernt und die eigenen Gesetze nicht mehr achtet. Houyo wird getötet, und am Ende kommt es zu einem beinahe tödlichen Duell, das aber von Sicherheitsstreitkräften unterbrochen wird. Heiliig wird verhaftet und zu lebenslanger Zwangsarbeit verurteilt, während sein großes Ziel dennoch erreicht wird: die Hottarden beziehen ihre neue Heimat und erklären ihn zum Volkshelden.
Nävis wird derweil auf Sillage aufgenommen und unter den Schutz der Regierung gestellt. Da sie als einziges Lebewesen im Konvoi gegen die telepathischen Fähigkeiten aller anderen Spezies immun ist, beginnt sie nach Ende ihrer Ausbildung als Spezialagentin für die Führer von Sillage zu arbeiten. Sie hofft, auf diese Weise irgendwann mit dem Konvoi auf andere Menschen zu treffen.
Nävis wird in verschiedenen Bereichen eingesetzt und entwickelt sich im Laufe der Serie zu einer Super-Agentin. Sie bekämpft sowohl Korruption als auch andere kriminelle Machenschaften im Sillage-Konvoi. Immer wieder bekommt sie Hinweise auf ihr eigenes Volk und trifft auch zweimal auf Menschen; beide Begegnungen enden jedoch tragisch. Gleichzeitig muss Nävis mehr und mehr erkennen, wie sehr die Führung von Sillage von Korruption und Machtgier zerfressen ist, und wendet sich schließlich offen gegen sie.
Als ihr Gegner und gelegentlich auch ihr Verbündeter tritt zunehmend der Konsul Akutsau in Erscheinung. Akutsau, der sich anfangs einen riesigen Harem hält, findet großes Gefallen in Nävis, was diese aber nicht erwidert. Als sie die Machenschaften von Verschwörern aufdeckt, findet sie sich, zusammen mit dem mysteriösen Zögling des Konsuls, ebenfalls ein Mensch, im Visier einer Kaste von Elitekriegern, die sich für den Tod ihrer Kampfgefährten rächen wollen. Der achtzehnte Band erzählt von der Zusammenarbeit des letzten überlebenden Elitekriegers der Protagonisten angesichts einer von Menschen hergestellten Biowaffe, die den gesamten Konvoi zu vernichten droht.
In Band #20 „Update“ wird schließlich die seit dem Beginn der Comicserie im Raum stehende Frage nach Nävis' menschliche Natur, welche ständig durch große und kleine Hinweise in Zweifel gezogen wird, beantwortet.
Bei einem Geheimauftrag findet Nävis Daten zu sich selbst und wertet diese mit der Hilfe von Juliette aus, es sind die Überwachungsaufnahmen vom Schiff ihrer Herkunft.
Die Menschheit wird gegenwärtig von den sog. „Supras“, physisch und psychisch verbesserten Übermenschen, geführt, die „Whipes“ sind eine gefügige, entbehrliche, und kostengünstige Sklavenrasse, ohne diese Verbesserungen. Die Whipes weisen auch die von Nävis bekannten weißen Streifen auf die ihren Sklavenstatus anzeigen, und gleichzeitig als Kontrolleinheiten dienen, welche bei Ungehorsam Elektroschocks austeilen können.
Es stellt sich heraus, dass Nävis ein Whipe mit freiem Willen ist, welcher von einem religiösen Supra-Fanatiker geschaffen wurde und die Zerstörung ihres Schiffes überlebt hat.

## Comic-Bände

### Sillage
Fast jeder Band erzählt ein in sich abgeschlossenes Abenteuer, das sich jedoch immer in die Gesamtgeschichte einfügt. Eine Ausnahme bilden die Bände 13 und 14, die eine zusammenhängende Geschichte erzählen.
| Nr. | deutscher Titel           | Originaltitel                                          | Erscheinung in Deutschland | ISBN                   |
| --- | ------------------------- | ------------------------------------------------------ | -------------------------- | ---------------------- |
| 1   | Feuer und Asche           | À feu et à cendres (1998), 46 Seiten                   | Carlsen, 1999              | ISBN 978-3-551-74191-2 |
| 2   | Verborgene Gedanken       | Collection privée (1999), 46 Seiten                    | Carlsen, 2000              | ISBN 978-3-551-74192-9 |
| 3   | Das Räderwerk             | Engrenages (2000), 54 Seiten                           | Carlsen, 2000              | ISBN 978-3-551-74193-6 |
| 4   | Das Mal der Dämonen       | Le signe des démons (2001), 46 Seiten                  | Carlsen, 2002              | ISBN 978-3-551-74194-3 |
| 5   |                           | (2002), 46 Seiten                                      | Carlsen, 2003              | ISBN 978-3-551-74195-0 |
| 6   | Spielzeug                 | Artifices (2003), 46 Seiten                            | Carlsen, 2004              | ISBN 978-3-551-74196-7 |
| 7   | Die Revolte               | Q.H.I. (2004), 46 Seiten                               | Carlsen, 2004              | ISBN 978-3-551-74197-4 |
| 8   | Die menschliche Natur     | Nature humaine (2006), 46 Seiten                       | Carlsen, 2006              | ISBN 978-3-551-74198-1 |
| 9   | Infiltration              | Infiltrations (2007), 46 Seiten                        | Carlsen, 2007              | ISBN 978-3-551-74199-8 |
| 10  | Die Rückkehr der Flammen  | Retour de flammes (2007), 46 Seiten                    | Carlsen, 2009              | ISBN 978-3-551-76570-3 |
|     |                           | Retour de flammes - Édition spéciale (2007), 46 Seiten |                            |                        |
| 11  | Die schwebende Welt       | Monde flottant (2008), 46 Seiten                       | Carlsen, 2010              | ISBN 978-3-551-76571-0 |
| 12  | Die Freizone              | Zone franche (2009), 46 Seiten                         | Carlsen, 2011              | ISBN 978-3-551-76572-7 |
| 13  | Kontrolliertes Schleudern | Dérapage contrôlé (2010), 46 Seiten                    | Carlsen, 2012              | ISBN 978-3-551-76573-4 |
| 14  | Totale Liquidierung       | Liquidation Totale (2011), 46 Seiten                   | Carlsen, 2013              | ISBN 978-3-551-76574-1 |
| 15  | Jagdrevier                | Chasse gardée (2012), 46 Seiten                        | Carlsen, 2013              | ISBN 978-3-551-76575-8 |
| 16  | Das Böse im Blut          | Liés par le sang (2013), 48 Seiten                     | Carlsen, 2014              | ISBN 978-3-551-76576-5 |
| 17  | Frostzone                 | Grands froids (2014), 48 Seiten                        | Carlsen, 2016              | ISBN 978-3-551-76577-2 |
| 18  | Psycholocaust             | Psycholocauste (2015), 48 Seiten                       | Carlsen, 2017              | ISBN 978-3-551-76578-9 |
| 19  | Auszeit                   | Temps mort (2016), 48 Seiten                           | Carlsen, 2018              | ISBN 978-3-551-76579-6 |
| 20  | Update                    | Mise à jour (2019), 48 Seiten                          | Carlsen, 2020              | ISBN 978-3-551-76580-2 |
| 21  | Unter Schleusern          | Exfiltration (2022), 48 Seiten                         | Carlsen, 2022              | ISBN 978-3-551-76729-5 |
| 22  | Der Transfer              | Transfert (2023), 48 Seiten                            | Carlsen, 2024              | ISBN 978-3-551-77860-4 |

### Die Chroniken von Sillage
Die Chroniken erzählen Kurzgeschichten verschiedener Autoren, unter anderem aus Nävis Kindheit. Da Carlsen die Veröffentlichung nach nur einem Band abgebrochen hat, wird Finix die Reihe ab Mai 2023 komplett veröffentlichen.
- 2004 Les Chroniques de Sillage 1 (Morvan/Buchet/Bengal u. a., 45 Seiten); Die Chroniken von Sillage 1 (Carlsen Band 1, 2005; Finix, 2023)
- 2005 Les Chroniques de Sillage 2 (Morvan/Labourot/Bengal u. a., 46 Seiten); Die Chroniken von Sillage 2 (Finix, 2023)
- 2005 Les Chroniques de Sillage 3 (Morvan/Buchet/Colombo u. a., 46 Seiten)
- 2006 Les Chroniques de Sillage 4 (Morvan/Buchet/Bengal u. a., 46 Seiten)
- 2008 Les Chroniques de Sillage 5 (Morvan/Buchet/Bengal u. a., 46 Seiten)
- 2008 Les Chroniques de Sillage 6 (Morvan/Buchet/Picault u. a., 46 Seiten)

### Nävis
Diese fünfteilige Serie erzählt Geschichten aus der Jugend der Hauptcharaktere und zeigt auch die Anfänge der Freundschaft, welche Nävis mit der Großraubkatze Houyo schließt. In der Comicreihe, die als Prequel für die Sillagereihe gedacht war, erscheinen auch Figuren, die bisher nicht zu sehen waren, oder erwähnt wurden, darunter der Roboter „Nisob“, welcher Betreuer und Freund von Nävis ist, wie auch einige Tiere, mit denen Nävis zusammenlebt.
In Deutschland erschienen die ersten beiden Bände im Carlsen Verlag, ab 2014 wurde die Serie von Finix Comics vervollständigt. Die Serie wurde neben Morvan und Buchet auch von José Luis Munuera und Christian Lerolle gestaltet.
| Nr. | deutscher Titel         | Originaltitel                                            | Erscheinung in Deutschland | ISBN                   |
| --- | ----------------------- | -------------------------------------------------------- | -------------------------- | ---------------------- |
| 1   | Houyo                   | Houyo (2004), 48 Seiten                                  | Carlsen, 2005              | ISBN 978-3-551-78491-9 |
|     |                         | Houyo - Édition spéciale noir et blanc (2004), 48 Seiten |                            |                        |
| 2   | Girodouss               | Girodouss (2005), 46 Seiten                              | Carlsen, 2006              | ISBN 978-3-551-78492-6 |
| 3   | Latitzoury              | Latitzoury (2007), 46 Seiten                             | Finix Comics, 2014         | ISBN 978-3-945270-04-2 |
| 4   | Haben Sie noch Energie? | Il vous reste de l’énergie ? (2008), 47 Seiten           | Finix Comics, 2015         | ISBN 978-3-945270-05-9 |
| 5   | Prinzessin Nävis        | Princesse Nävis (2009), 47 Seiten                        | Finix Comics, 2015         | ISBN 978-3-945270-06-6 |

## Hintergrundinfos
- Im Deutschen und Tschechischen wurde der Titel übernommen, im Englischen heißt die Serie dagegen nach dem englischen Wort für Kielwasser Wake. In den Niederlanden und Polen erschienen die Alben unter den Titeln Konvojen und Armada.

- In der amerikanischen Ausgabe des ersten Bandes wurde der weiße Streifen über Nävis' Brust durch einen schwarzen Streifen ersetzt, um die ansonst sichtbaren Brustwarzen der Figur zu verdecken.